# Wünsche Group
Die Wünsche Group ist ein international agierendes Dienstleistungs- und Handelsunternehmen. Die Unternehmensgruppe ist an 35 Standorten in mehr als 10 Ländern vertreten. Die Geschäftsbereiche der Wünsche Group teilen sich auf in Lebensmittel, Non-Food, E-Commerce, Elektronik, Mode und Service.

## Geschichte
1934 wurde in Halle an der Saale der Getreide- und Futtermittelhandel Ludwig Wünsche & Co. gegründet. 1949 wurde der Firmensitz nach Hamburg verlegt. 1959 stieg das Unternehmen in den internationalen Lebensmittelhandel ein. Im Jahr 1983 wurde ein Büro in Shanghai eröffnet; 2011 expandierte das Unternehmen in die Vereinigten Staaten. Im Jahr 2016 hatte die Unternehmensgruppe mehr als 1000 Mitarbeiter in mehr als 25 operativ tätigen Gesellschaften an 35 Standorten weltweit.
1998 übernahm der Wünsche-Konzern eine Beteiligung von 95 Prozent an dem Modelabel Joop! für rund 150 Millionen Mark.
Langjähriger Vorstandsvorsitzender bis 1997 war der zweitgeborene Sohn des Unternehmensgründers Ludwig Wünsche (1908–1985), Kai Wünsche (1939–2021); er trieb seine Brüder Wolf-Jürgen Wünsche († 2019) und Frank Wünsche aus der Unternehmensleitung. Von 1997 bis 1999 führte Peter Littmann die Wünsche AG. 1999. Nachdem Kai Wünsche sein Mandat als Vorsitzender des Aufsichtsrates niederlegte und Teile der Wünsche AG verkauft hatte, übernahm 1999 der bisherige Reemtsma-Finanzchef Peter H. Miebach den Vorstandsvorsitz. Das Unternehmen wird (Stand April 2018) geführt von Thomas Wünsche, einem Sohn von Wolf-Jürgen Wünsche.

## Marken
Zu der Wünsche Group gehören die folgenden Marken:
- Wünsche Fashion (Hersteller von No-Name-Produkten für Discounter, Supermärkte, Warenhäuser, Online-Händler)
- Jansen Fashion Group (u. a. BeeDees-BHs)
- Müller-Licht
- Max Power Products (Primärbatterien und Energiespeicher)
- Globaltronics (u. a. Lizenznehmer für Blaupunkt Audio-Segment)
- Monz International (Produkte aus dem Fahrradbereich)
- Dario (Küchen-, Haushalts-, Reise-, Dekorationsartikel, Möbel)
- Latupo (E-Commerce)
- Audio Affairs (Hi-Fi-Produkte)

Ehemalige Marken der Wünsche Group:
- Joop!
- CINQUE
- Jean Pascale
- Lunux (LED-Außen- und Innenbeleuchtung)[11]